# La cartografía mallorquina
La cartografía mallorquina es un libro de ensayo español sobre los portulanos mallorquines escrito por el catedrático Julio Rey Pastor con la colaboración de Ernesto García Camarero, publicado en 1960. Se trata de un ensayo erudito, pieza clave en el estudio de los portulanos, sobre todo los mallorqines. La segunda mitad del libro está dedicada al estudio de 400 portulanos mallorquines existentes en todo el mundo.

## Estilo de la escuela de Mallorca
Rey Pastor antes de mostrar cómo identificar las obras de esta escuela por sus rasgos inequívocos dice:

En el monumental Periplus del insuperable Adolf Erik Nordenskjöld, vi con grata sorpresa, que los más abigarrados pergaminos, exornados con efigies de Monarcas fabulosos y leyendas ingenuas, redactadas con informaciones físicas, biológicas, políticas .., de cada región, Tienen su origen -ignórase la fecha- en Mallorca, Siendo designadas como cartas Mallorquinas...

El libro explica por qué ningún erudito español había tocado el tema, al referirse a la injusta apropiación por parte de los italianos: 

Nuestros geógrafos, insuficientemente pertrechados, permanecieron tímidamente neutrales; y los belicosos vindicadores de la ciencia española que D. Gumersindo Laverde había organizado en falange defensora de la bandera enarbolada por el joven Menéndez Pelayo permanecieron silenciosos, porque el gran erudito había olvidado este capítulo de la ciencia medieval.

Rey Pastor - gran matemático y amante de la cartografía - entraba dentro de este perfil, de hecho los cartógrafos aparte de artistas tenían que dominar las matemáticas -al menos alguno de ellos- ya que la proyección de la esfera sobre un plano las necesita.
El autor supo defender la autoría mallorquina de muchos portulanos, tanto contra los portugueses como contra ciertos "expertos" italianos; por ejemplo:
- "Petrus Rosselli me fecit ab Majoricarum Insulae". (.."de arte beccaria".., mal interpretado como "discípulo de Beccaria")
- De Angelino Dulcert los italianos pretendían que Dulcert era "Dalorto" mal escrito

## Influencia en la cartografía portuguesa
“..es imperdonable que escribieran sobre el tema sin leer a João de Barros, que claramente dice : -mándou vir da ilha de Mallorca um mestre Jacome, hornera mui douto na arte de navegar, que fasia e instrumentos náuticos e que Ihe custou muito pelo trazer a este reino para ensinar sua sciencia aos officiaes portuguezes d'aquella mester".
 "Que (c. 1415) actuaba Jafuda Cresques como director de la Academia de Sagres, era cosa sabida de los historiadores hace más de un siglo, Aunque no se habían identificado ambos cartógrafos: el de Mallorca y el de Sagres . Hasta Entonces cabía (a base de gran ignorancia cartográfica) atribuir a la escuela del Infante, si no a él en persona, la invención de los portulanos; pero ¿qué sentido tenía eso si esa escuela de Sagres (o academia) había sido fundada por el emigrado Cresques (hacia el 1400), ya setentón y cansado de fabricar durante medio siglo planisferios para el insaciable Pedro el Ceremonioso y el heredero, también cartomaniático, DON JUAN "
Dice que este hecho ya lo recopiló Pacheco Pereira de la siguiente forma:

.. Muijos beneficioso teme feytos o virtuoso Infante Dom Anrique a estas Reynos de Portugal, por que descubrió a Ilha da Madeyra no anno de Nossa Senhora de mil CCCCXX, y ha mandau Pou ó e mandou a Cicilia pellas canas de açuquar, ...; Isso mesmer mandou en Ilha de Malhorca por um maestro Jacome, maestro de cartas de marea, na que Ilha primeiramente se fezeram as dicha cartas, y cuando muitas dadiuas y mercedes lo ouue nestos Reynos, lo que as ensinou a fazer aquellas de que os que me Nossa tempo viuem, aprendéram.